# Sepahan Sport Club
Sepahan Sport Club é um clube de futebol iraniano sediado em Isfahan. A equipe disputa a primeira divisão Iran Pro League, a primeira divisão nacional.

## Títulos
Fonte:
- Iran Pro League (5): 2002–03, 2009–10, 2010–11, 2011–12, 2014–15
- Hazfi Cup (4): 2003–04, 2005–06, 2006–07, 2012–13